# Komunistyczna Partia Brazylii
Komunistyczna Partia Brazylii (port. Partido Comunista do Brasil, PCdoB) – partia polityczna działająca w Brazylii.

## Historia
Utworzona w 1962 roku. Jej założycielami byli prochińscy rozłamowcy z Brazylijskiej Partii Komunistycznej. Partia przyjęła doktrynę maoizmu. W latach 1967–1975 PCdoB prowadziła wojnę partyzancką z brazylijskim rządem. Walki miały miejsce w regionie rzeki Araguaia. Kampania partyzancka zakończyła się całkowitą klęską powstańców. Po wprowadzeniu demokracji w drugiej połowie lat 80. prowadzi legalną działalność. Od 1990 roku jej członkowie regularnie dostają się do parlamentu. W XXI wieku poparcie dla PCdoB w wyborach mieści się w granicach 2-3%.